# Ingo Geffers
Ingo Geffers (Brema, 17 giugno 1971) è un ex atleta paralimpico tedesco ipovedente, fratello gemello di Holger Geffers.

## Biografia
Ingo Geffers è gravemente disabile. Viene da Syke in Bassa Sassonia. Nonostante la sua disabilità, non voleva rinunciare allo sport agonistico. Scelse l'atletica leggera, che praticò con successo nelle gare di corsa sui 100, 200 e 400 metri piani e nel pentathlon. Fu presto chiamato nella squadra nazionale tedesca di atletica leggera, con la quale prese parte ai Giochi paralimpici estivi del 1992 a Barcellona, dove vinse una medaglia d'argento nei 200 m.
Tornò alle Paralimpiadi estive del 1996 ad Atlanta. Conquistò una medaglia di bronzo nei 400  metri piani. Aveva già vinto due medaglie d'argento ai Mondiali del 1994 a Berlino, una delle quali in staffetta e l'altra in gara individuale.
Venne convocato anche alle Paralimpiadi estive del 2000. Ancora una volta è riuscito a vincere un'altra medaglia di bronzo. 
Per aver vinto una medaglia ai Giochi paralimpici estivi del 1992, ha ricevuto - come tutti i medagliati - il 23 giugno 1993 dal presidente federale Richard von Weizsäcker la foglia di alloro d'argento. Nel 2012 ha avuto l'onore di essere incluso nel Niedersächsisches Ehrenportal dal vicepresidente della NISH Wilhelm Köster.
Ingo Geffers è fisioterapista di professione dal 2001. Ha studiato scienze dello sport all'Università di tecnologia di Chemnitz. Ha completato i suoi studi nel 2000 con una laurea. Dal 2007 al 2013 ha studiato anche osteopatia presso l'Università di Lipsia.

## Palmarès
| Anno | Manifestazione       | Sede       | Evento          | Risultato | Prestazione | Note  |
| ---- | -------------------- | ---------- | --------------- | --------- | ----------- | ----- |
| 1992 | Giochi paralimpici   | Barcellona | 200 m piani B2  | Argento   | 23"28       |       |
| 1992 | Giochi paralimpici   | Barcellona | 400 m piani B2  | Bronzo    | 51"56       |       |
| 1994 | Mondiali paralimpici | Berlino    | 200 m piani T11 | 4º        | 23"63       |       |
| 1994 | Mondiali paralimpici | Berlino    | 400 m piani T11 | Argento   | 53"38       |       |
| 1994 | Mondiali paralimpici | Berlino    | 4×100 m T10-12  | Argento   | 43"44       | [ 6 ] |
| 1996 | Giochi paralimpici   | Atlanta    | 400 m piani T11 | Bronzo    | 52"67       |       |
| 1996 | Giochi paralimpici   | Atlanta    | 4×100 m T10-12  | Argento   | 43"00       | [ 7 ] |
| 1996 | Giochi paralimpici   | Atlanta    | 4×400 m T10-12  | Argento   | 3'33"61     | [ 8 ] |
| 2000 | Giochi paralimpici   | Sydney     | 4×400 m T13     | 4º        | 3'40"47     | [ 9 ] |

## Onorificenze
- 1993, Lauro d'argento con tutti i vincitori di medaglia della X edizione dei Giochi paralimpici estivi;[10]
- 2011, Ingresso al portale d'onore della Bassa Sassonia.[11]